# Ustrój polityczny Egiptu
Zgodnie z konstytucją z 1971 r., zmodyfikowaną w roku 1980, ustrojem politycznym Egiptu jest republiką prezydencką z systemem wielopartyjnym.
Głową państwa jest prezydent. Jego kandydaturę wysuwa Zgromadzenie Ludowe (parlament), a zatwierdzają obywatele na 6-letnią kadencję w głosowaniu powszechnym. Liczba kadencji jest nieograniczona, a prezydent ma szerokie uprawnienia w zakresie władzy wykonawczej i ustawodawczej. Mianuje jednego lub więcej wiceprezydentów, premiera, Radę Ministrów i 1/3 składu Rady Konsultatywnej (organ doradczy). Zgromadzenie Ludowe (o 5-letniej kadencji) składa się z 454 członków, z tego 444 nominowanych w wyborach powszechnych, a 10 mianowanych przez głowę państwa.